# Följ mig, säger Jesus
Följ mig, säger Jesus är en psalmtext av Britt G. Hallqvist, skriven år 1958. 
Melodin (F-dur, 2/4) av Per-Erik Styf komponerades år 1958. Psalmen har bara blivit publicerad i Kyrkovisor för barn, en psalmbok som utgavs ursprungligen av Svenska kyrkans centralråd.

## Publicerad som
- Nr 767 i Kyrkovisor för barn under rubriken "Tron".